# We the Fallen
We The Fallen est le quatrième album studio du groupe de metal industriel Psyclon Nine, sorti en 2009.

## Liste des chansons
1. Soulless (The Makers Reflection)
2. We the Fallen
3. Heartworm
4. Thy Serpent Tongue
5. Bloodwork
6. The Derelict (God Forsaken)
7. Widowmaker
8. There But For the Grace of God
9. Of Decay (An Exit)
10. Suicide Note Lullaby
11. As One With the Flies
12. Under The judas Tree